# FC Alisontia Steinsel
El FC Alisontia Steinsel es un equipo de fútbol de Luxemburgo que juega en la Éirepromotioun, la segunda categoría de fútbol en el país.

## Historia
Fue fundado en el año 1933 en la ciudad de Steinsel como un club que históricamente ha sifrido altibajos ligados a varios problemas que han tenido, ya sean deportivos, personales, estructurales o financieros.
En los años posteriores a la Primera Guerra Mundial fueron un equipos considerado clandestino, y por la Segunda Guerra Mundial varios jugadores iban y venían por formar parte del ejército, aunque lograron ser campeones de la Primera División de Luxemburgo por primera vez en el año 1948.
En los inicios de los años 1950 jugaron en la Éirepromotioun, con los inconvenientes ligados a la infraestrutura, también ligados a carecer de fuerzas básicas, donde acabaron descendiendo en 1952. En 1960 volvieron a la Éirepromotioun, pero tras una temporada descendieron a la tercera división.
En 2009 lograr el ascenso a la División Nacional de Luxemburgo por primera vez, pero descendieron tras una temporada.

## Palmarés
- Primera División de Luxemburgo: 1

1948, 2019

## Presidentes
- Georges Schwartz (1933-1944 / 1946-1958)
- Joseph Muller (1945-1946)
- Pierre Ewert (1958-1960)
- Bernard Spanier (1960-1961)
- Emile Wildschutz (1961-1965)
- Jean Pierre Fresez (1965-1966)
- Henri Bausch (1966-1969)
- Jean Lamesch (1969-1971)
- Jean Pierre Klein (1971-1976)
- Michel Tibolt (1976-1986)
- Erny Friob (1986-1996)
- Guy Bausch (1996-2012)
- Antonio Falasca (2012 – hoy)